# Landmatratze

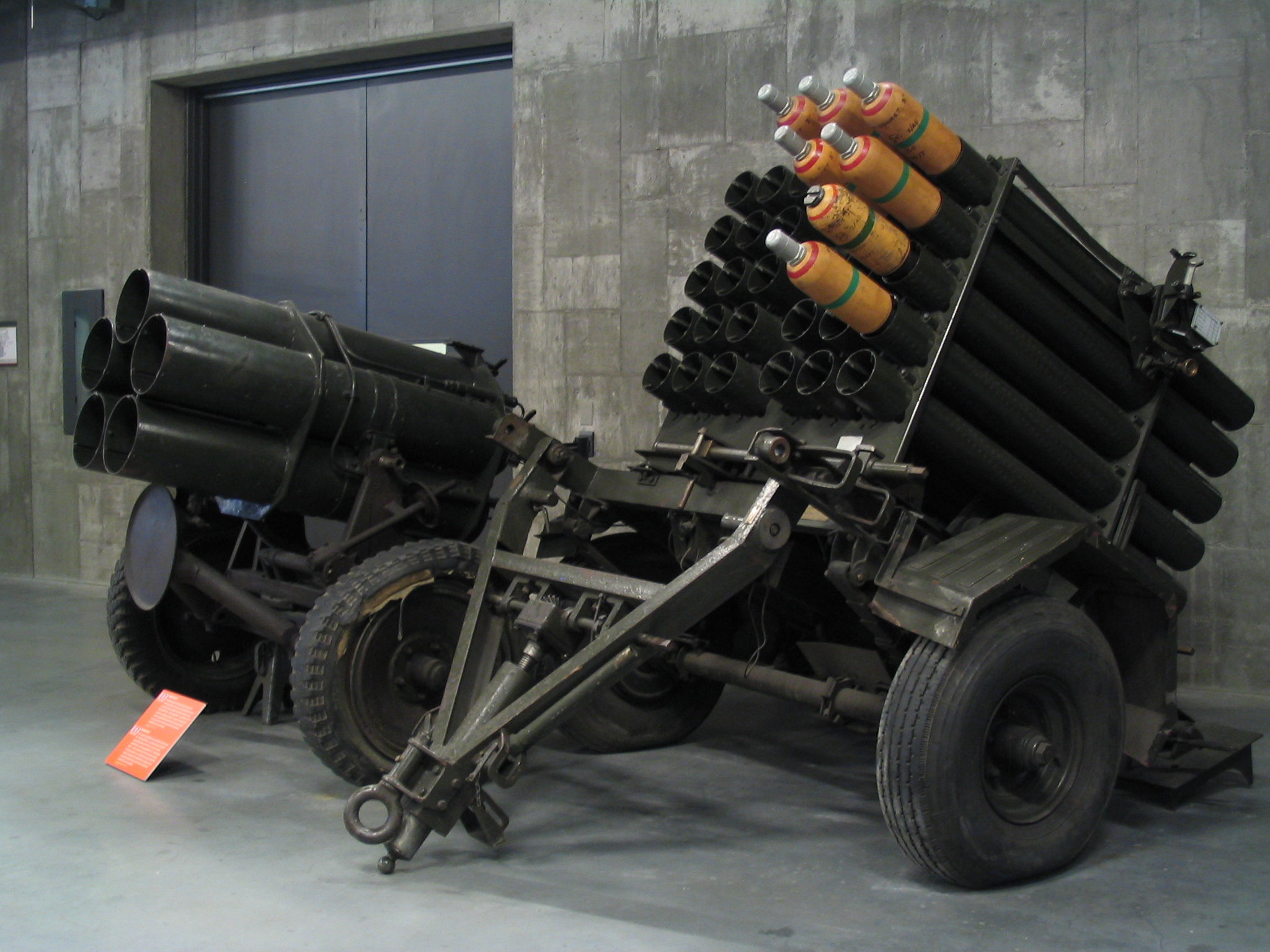
Landmatratze (rechts) und Nebelwerfer im Canadian War Museum in Ottawa

Die Landmatratze (engl.: Land Mattress) war ein britischer Mehrfachraketenwerfer des Zweiten Weltkrieges. Ursprünglich war der Name lediglich als Codename für das Projekt gedacht, setzte sich aber als Typenbezeichnung durch.

## Geschichte
Die Landmatratze entstand unter dem Eindruck der Feuerkraft der deutschen Nebelwerfer während des D-Days. Nebelwerferbatterien waren in der Lage, ganze Abschnitte zu sperren, wenn sie geschickt eingesetzt wurden. Die Briten hatten Erfahrung im Umgang mit Raketen, so wurden Mehrfachwerfer während der Landung in der Normandie auf Schiffe montiert, um die deutschen Stellungen an den Landestränden unter Feuer zu nehmen. Man nahm jedoch Abstand von der Entwicklung einer auf Land einsetzbaren Version. Man befürchtete, dass die Stellungen der Batterien leicht aufgeklärt werden konnten und so leicht vernichtet werden würden. Nachdem man allerdings die Wirkung der deutschen Waffen gesehen hatte, entschied man sich doch, ein landgestütztes System unter Hochdruck zu entwickeln.
Ihren einzigen nennenswerten Einsatz hatte die Landmatratze bei der Eroberung der niederländischen Halbinsel Walcheren durch die kanadischen Truppen, die diese Waffe als einzige in großer Zahl einsetzten. Der Einsatz war für die deutschen Verteidiger überraschend. Ein einzelner Werfer war in der Lage, mehr Sprengstoff ins Ziel zu bringen als eine komplette Batterie mittlerer Geschütze. Mit Einführung des T34 Calliope wurde die Landmatratze aus dem Dienst genommen und verschrottet.

## Technik
Der Werfer ist in seinem Aufbau stark an den deutschen Nebelwerfer angelehnt. Auf einer einachsigen Lafette liegen die 30 Rohre des Werfers. Ein einfacher Holm bietet die Möglichkeit, die Waffe entsprechend der Zielansprache höhenzurichten. Zum Seitenrichten wurde der gesamte Werfer gedreht.
Die eigentliche einstufige Feststoffrakete hat ein Kaliber von 76,2 mm und transportiert den 127-mm-Gefechtskopf der Marinerakete ins Ziel. Der verwendete Aufschlagzünder erwies sich als sehr gefährlich, weshalb das britische Heer die Waffe nicht akzeptierte und nur die kanadische Armee den Werfer einsetzte.

## Technische Daten
- Kaliber: 76,2 mm (Gefechtskopf 127 mm)
- Gewicht des Werfers: 1.118 kg
- Gewicht der Rakete: 30,35 kg
- Länge der Rakete: 1,77 m
- Gewicht des Sprengkopfes: 3,18 kg
- Fluggeschwindigkeit der Rakete: 353 m/s
- Höchstschussweite: 7.230 m